# Distretto di Mutarara
Il distretto di Mutarara è un distretto del Mozambico, facente parte della Provincia di Tete.